# Brachys tovaricus
Brachys tovaricus es una especie de escarabajo barrenador metálico del género Brachys, categorizada en la tribu Trachyini, de la subfamilia Agrilinae.

## Taxonomía
Fue descrita científicamente por Kerremans en 1896.
Tratamiento taxonómico
La especie aparece registrada y publicada en Voyage de M. E. Simon au Venezuela. Buprestides. Annales de la Société entomologique de France 65:23- 29. (1896).